# João José Galhardo
Galhardo, właśc. João José Galhardo (ur. 29 listopada 1942 w Araraquarze) – piłkarz brazylijski, występujący na pozycji obrońcy.

## Kariera klubowa
Karierę piłkarską Galhardo zaczął w klubie Ferroviária Araraquara w 1960 roku. W latach 1965–1968 występował w Corinthians Paulista. W barwach Corinthians wystąpił w 85 spotkaniach, w których strzelił 1 bramkę.
W latach 1968–1971 był zawodnikiem Fluminense FC. Z Fluminense dwukrotnie zdobył mistrzostwo stanu Rio de Janeiro – Campeonato Carioca w 1969 i 1971 oraz wygrał Torneio Roberto Gomes Pedrosa w 1970 roku. We Fluminense 15 sierpnia 1971 w przegranym 0–1 meczu z CR Vasco da Gama Galhardo zadebiutował w lidze brazylijskiej. Ostatni raz w lidze wystąpił 31 października 1971 w zremisowanym 0–0 meczu z EC Bahia. Ogółem w lidze brazylijskiej Galhardo rozegrał 14 spotkań.
We Fluminense Gahlardo zakończył karierę z powodu kontuzji kolana w 1971, lecz w 1974 powrócił na boisko w barwach macierzystej Ferroviárii Araraquara.

## Kariera reprezentacyjna
W reprezentacji Brazylii Galhardo jedyny raz wystąpił 16 listopada 1965 w przegranym 0–2 towarzyskim meczu z Arsenalem Londyn. Nigdy nie wystąpił w reprezentacji w oficjalnym meczu międzypaństwowym.